# U-19 (1935)
U-19 – niemiecki okręt podwodny (U-Boot) typu II B z okresu II wojny światowej. Okręt wszedł do służby w 1936 roku. Wybrani dowódcy: Kptlt. Viktor Schütze, Kptlt. Joachim Schepke. 

## Historia
Okręt służył w kilku flotyllach pod wieloma dowódcami. Na początku II wojny światowej – do kwietnia 1940 roku wykorzystywany operacyjnie. Odbył 9 patroli bojowych, podczas których zatopił 13 statków handlowych, w tym 3 przy użyciu min, o łącznej pojemności 34 430 BRT. Później służył jako okręt szkoleniowy i treningowy. W kwietniu 1942 roku wycofany ze służby i przetransportowany drogą lądową na Morze Czarne. W listopadzie 1942 roku wcielony do 30. Flotylli w Konstancy (Rumunia). Odbył tam 11 patroli bojowych, zniszczył sowiecką barkę i trałowiec.
U-19 został zatopiony przez załogę 11 września 1944 roku w pobliżu czarnomorskich wybrzeży Turcji.
Na początku 2008 roku media doniosły o dotarciu do wraków niemieckich U-Bootów: U-20, U-23 i możliwym zlokalizowaniu U-19.